# Salbach (Heusweiler)
Salbach war eine saarländische Gemeinde, die dem Landkreis Saarbrücken angehörte. Ihr Gebiet gehört heute zur Gemeinde Heusweiler im Regionalverband Saarbrücken.

## Geographie

### Lage
Die Gemeinde lag im Nordwesten des Landkreises Saarbrücken an der Grenze zum Landkreis Saarlouis. Ihr damaliges Gemeindegebiet wird heute von der Bundesautobahn 8 durchschnitten. Niedersalbach liegt südöstlich, Obersalbach-Kurhof nordwestlich dieser Autobahn.

### Nachbarorte
Das ehemalige Gemeindegebiet grenzte im Nordwesten an Eiweiler und weiter im Uhrzeigersinn an Kirschhof, Heusweiler, Walpershofen (alle damals im Landkreis Saarbrücken) sowie Schwarzenholz und Reisbach im Landkreis Saarlouis.

## Geschichte
1936 entstand aus den Orten Obersalbach, Kurhof und Niedersalbach die eigenständige Gemeinde „Salbach“. 1938 wurde die Gemeinschaftsschule Salbach gebaut, das alte Schulkapellengebäude diente ab jetzt nur mehr als Gotteshaus, bevor es 1955 abgerissen wurde. Mit dem Ende des Zweiten Weltkrieges stand die Gemeinde zunächst kurzzeitig unter US-amerikanischer, ab dem 10. Juli 1945 jedoch unter französischer Militärverwaltung.
Am 1. Januar 1958 wurde die Gemeinde Salbach aufgelöst und auf die beiden Nachfolgegemeinden Niedersalbach und Obersalbach-Kurhof aufgeteilt.
Im Zuge der Gebiets- und Verwaltungsreform, die am 1. Januar 1974 in Kraft trat, wurden diese beiden Gemeinden der Gemeinde Heusweiler zugesprochen.